# União das Freguesias de Soutelo e Seara Velha
Die União das Freguesias de Soutelo e Seara Velha ist eine portugiesische Gemeinde (Freguesia) im Kreis (Concelho) Chaves im Norden Portugals.

## Geschichte
Die Gemeinde entstand im Zuge der Gebietsreform vom 29. September 2013 durch die Zusammenlegung der ehemaligen Gemeinden Soutelo und Seara Velha. Soutelo wurde Sitz der neuen Verwaltung.

## Demographie
| Freguesia | Freguesia             | Freguesia | Freguesia       | ehemalige Freguesias | ehemalige Freguesias | ehemalige Freguesias | ehemalige Freguesias |
| --------- | --------------------- | --------- | --------------- | -------------------- | -------------------- | -------------------- | -------------------- |
| Wappen    | Freguesia             | Einwohner | Fläche in (km²) | Wappen               | Freguesia            | Einwohner            | Fläche in (km²)      |
|           | Soutelo e Seara Velha | 461       | 18,12           |                      | Soutelo              | 351                  | 8,86                 |
|           | Soutelo e Seara Velha | 461       | 18,12           | Seara Velha          | 165                  | 9,26                 |                      |